# تشاه نواب (دلغان)
تشاه نواب (بالفارسية: چاه نواب) هي قرية تقع في قسم جلغة تشاة هاشم الريفي (مقاطعة دلغان) في إيران. يقدر عدد سكانها بـ 154 نسمة بحسب إحصاء 2016.